# Ніколас ван Вейк
Ніколас ван Вейк (нід. Nicolaas van Wijk, 4 жовтня 1880, Дельден — 25 березня 1941, Лейден) — нідерландський філолог-славіст, балканіст.

## Біографія
Закінчив 1900 Амстердамський університет, удосконалював свої знання у Лейденському та Московському університетах.
З 1913 — професор Лейденського університету.

## Наукова діяльність
Працював у галузі історії слов'янської писемності, фонетики, фонології, акцентології, міждіалектних контактів, старослов'янської мови, балто-слов'янських мовних стосунків.
Автор монографій:
- «Балтійсько-слов'янські проблеми» (1913),
- «Дослідження з давньоруської мови» (1919, нім. мовою),
- «Історія староцерковнослов'янської мови» (1931),
- «Фонологія» (1939) та ін.

У статті «До питання про східнословацьку мову» (1931) розглядає східнословацько-українські зв'язки.
У розвідках «Германські етимології» (1909, німецькою мовою), «Про церковнослов'янський прийменник за з родовим відмінком» (1928, рос. мовою) подає українські паралелі.
Написав рецензію на працю Степана Смаль-Стоцького «Розвиток поглядів про сім'ю слов'янських мов та їх взаємне споріднення» (1926).
Вейку належить стаття про українську мову в нідерландській енциклопедії «Winkler Prins».